# Саваренская, Татьяна Фёдоровна
Татья́на Фёдоровна Саваре́нская (23 марта 1923, Москва — 10 января 2003, Москва) — советский и российский архитектор и историк архитектуры, учёный и педагог. Кандидат архитектуры (1964), доктор искусствоведения (1979), профессор МАРХИ. Академик РААСН.

## Биография
Родилась 23 марта 1923 года в Москве в семье Ф. П. Саваренского — впоследствии академика АН СССР.
В 1938 году умерла от туберкулёза её родная мать, и отец женился вторично. С окончанием средней школы совпало начало Великой Отечественной войны: вместе с отцом и мачехой — Валентиной Алексеевной Успенской, Татьяна эвакуировалась в Казань, где вся семья разместились в одном из учреждений Академии наук. Татьяна Саваренская поступила на физико-математический факультет Казанского университета, но из-за частых отвлечений от учёбы на работы военного времени, она бросила университет. Вернувшись в Москву, в 1943 году она поступила в Московский архитектурный институт, где застала плеяду выдающихся преподавателей — И. В. Жолтовского, А. В. Щусева и других.
В 1949 году вышла замуж за военного — А. А. Петрова — в то время выпускника Академии химзащиты (впоследствии — заведующий лабораторией химии нефти ИГИРГИ, профессор). В 1950 году у них родился сын. В этом же году защитив диплом, поступила в аспирантуру при Институте градостроительства Академии архитектуры. После аспирантуры она работала в НИИ градостроительства Академии строительства и архитектуры в должности старшего архитектора, а с 1959 года — младшим научным сотрудником в Институте истории искусств Академии наук СССР. В 1960 году Саваренская перешла в МАРХИ и начала свою деятельность с должности ассистента. Уже через четыре года она защитила диссертацию на соискание учёной степени кандидата архитектуры по теме «Архитектурно-планировочные вопросы формирования прибрежной территории в городах, расположенных у рек» (специальность 18.00.00 — архитектура). В 1967 году вступила в Союз архитекторов СССР. В 1977 году, после смерти А. В. Бунина, Саваренская была назначена заведующей кафедрой истории архитектуры и градостроительства МАРХИ и работала в этой должности по 1992 год. 27 декабря 1979 года в НИИ искусствознания она защитила диссертацию на соискание учёной степени доктора искусствоведения по теме «Основные направления в развитии теории западноевропейского градостроительного искусства XVII—XIX веков» (специальность 18.00.01 — теория и история архитектуры).
Умерла 10 января 2003 года в Москве. Похоронена на Новодевичьем кладбище в семейном склепе Саваренских.

## Награды и заслуги
- Государственная премия СССР (1976).
- В начале 1990-х годов была избрана членом Английского Королевства общества исторической планировки городов, Общества американских городов и исторической региональной планировки, а также трёх российских академий — Информатизации, Реставрации и Архитектуры.

## Публикации
- Саваренская Татьяна Фёдоровна. История градостроительного искусства. Рабовладельческий и феодальный периоды. Том I. — М.: Архитектура-С. — 440 с. — ISBN 978-5-9647-0331-0.
- Саваренская Татьяна Фёдоровна. История градостроительного искусства. Поздний феодализм и капитализм. Том II. — М.: Архитектура-С. — 400 с. — ISBN 978-5-9647-0332-7.